# Gegeneophis nadkarnii
Gegeneophis nadkarnii е вид земноводно от семейство Indotyphlidae.

## Разпространение
Видът е разпространен в Индия.